# Benjamin Weß
Benjamin Weß (født 28. juli 1985) er en tysk tidligere hockeyspiller og dobbelt olympisk mester i denne sport. 
Benjamin Weß indledte sin karriere i den lille klub Moerser SC, hvor hans storebror, Timo Weß, havde spillet. Herfra skiftede han til Crefelder HTC, hvor han blev forenet med sin storebror og debuterede som senior. Han var i 2006 med til at sikre denne klub det tyske mesterskab. Året efter vandt holdet Europa-pokalen for mesterhold med finalesejr over spanske Atlètic Terrassa; i denne kamp blev Benjamin Weß kampafgørende, da han scorede kampens eneste mål. Efter denne succesrige sæson skiftede brødrene Weß til Rot-Weß Köln. De var med til at sikre denne klub oprykning til den bedste tyske hockeyrække året i deres første sæson i klubben. Her blev Benjamin Weß i flere år, inden han afsluttede sin karriere i Berlin-klubben Real von Chamisso.
Weß debuterede på det tyske hockeylandshold i november 2007, og han var også med ved OL 2008 i Beijing, hvor Tyskland blev nummer to i indledende pulje. I semifinalen vandt de over Holland efter straffeslag, mens de i finalen sikrede sig guldet efter en sejr på 1-0 over Spanien, der fik sølv, mens Australien fik bronze.
De følgende år var han med til at vinde EM-sølv i 2009 og VM-sølv i 2010, hvorpå Tyskland satte trumf på i 2011, hvor de vandt både VM-guld (indendørs) og EM-guld (på græs). De vandt desuden EM-guld (indendørs) i 2012 og var dermed blandt de største favoritter ved OL 2012 i London. Her indledte Tyskland med at blive nummer to i deres pulje, hvorpå de i semifinalen besejrede Australien 4-2, inden de genvandt OL-guldet med sejr på 2-1 over Holland;  Australien blev nummer tre.
Året efter vandt Tyskland endnu engang EM-guld; dette blev Benjamin Weß' sidste internationale medalje. Han spillede i alt 178 landskampe.
Som sin bror Timo har Benjamin Weß læst erhvervsøkonomi.